# Serra Mitjana (Pontons)
La Serra Mitjana és una serra situada al municipi de Pontons a la comarca de l'Alt Penedès, amb una elevació màxima de 784 metres.